# Les Twins
 (octobre 2023).
- Si vous ne connaissez pas le sujet, laissez ce bandeau (vous pouvez alors contacter les auteurs).
- Si vous supprimez le contenu mis en cause (vous pouvez préalablement contacter les auteurs),

argumentez précisément cette suppression dans la page de discussion
(un manque de référence n'est pas un argument ; une recherche réelle de référence doit avoir été effectuée, être formellement documentée).
 (octobre 2023).
 (octobre 2023).
Pour les articles homonymes, voir Twins.
Ne doit pas être confondu avec Twin Twin.
Les Twins (litt. « Les Jumeaux ») sont un duo de danseurs-chorégraphes, chanteurs, acteurs et mannequins français d'origine guadeloupéenne composé de Larry Bourgeois, alias Ca Blaze, et Laurent Bourgeois, alias Lil Beast. Ils sont tous deux « créateurs de mouvements urbains ». Ils pratiquent le New-Style, un style composant les danses du Hip-hop. Ils ont participé à l'émission La France a un incroyable talent, World of Dance (TV series) (en) en abrégé WOD et sont jury dans l'émission québécoise de danse Révolution.
Larry et Laurent ont parcouru le globe pour enseigner leur chorégraphie originale dans de nombreux pays, tels que les États-Unis, la France, le Brésil, le Japon, le Canada, la Russie, l'Allemagne, l'Italie, la Finlande, l'Ukraine, la Pologne, la Hongrie, la République tchèque et le Kirghizistan, attirant plus de 5 000 participants dans leurs différents ateliers.[réf. nécessaire]
Larry, dans sa danse, utilise majoritairement sa personnalité « gangsta » (les danseurs de hip-hop possèdent différentes personnalités en fonction de leur humeur, de l'ambiance et/ou de la musique et elles peuvent changer/alterner), alors que la danse de Laurent est plus variée, difficilement descriptible puisqu'il laisse libre cours à son imagination dans chacun de ses gestes. Il montre la facette féminine de sa personnalité de façon très marquée, très humoristique.
Depuis 2012, ils sont les danseurs de la chanteuse américaine Beyoncé et sont avec elle pour sa tournée internationale[Laquelle ?].

## Biographie
Nés à Sarcelles, dans la banlieue nord de Paris, le 6 décembre 1988, dans une famille de neuf frères et sœurs, et d'ascendance guadeloupéenne, ils intègrent le groupe Criminalz crew créé à l'idée d'un groupe d'amis et danseurs originaire de la banlieue parisienne des régions du val d'oise et de la Seine-et-Marne.
En 2008, ils participent à l'émission Incroyable Talent, sont finalistes et arrivent 6e sur 12. Ce qui ne les a pas empêchés de décrocher des contrats. Ils font leur première représentation au théâtre Trévise mise en scène par Eric CHECCO, puis en dansant sur l'Avenue des Champs-Élysées en 2008, rencontrent la productrice américaine Alicia Keys[réf. souhaitée].
Plusieurs vidéos sur YouTube les font connaître du milieu musical (notamment Michael Jackson qui aurait souhaité travailler avec eux sur This Is It), puis leur premier succès sur la plateforme fut une vidéo intitulée THE TWINS "Rug Dealers" Mt. Eden Dubstep et surtout celle, virale, retransmettant leur incroyable performance au WOD (World Of Dance) 2010 à San Diego qui leur assure une grande reconnaissance dans le monde du Hip Hop (New Style). En 2011, ils remportent le concours international de danse Juste Debout, auquel participent 353 danseurs, et rejoignent la tournée du Michael Jackson: The Immortal World Tour avec le Cirque du Soleil jusqu'à fin novembre 2011. Larry remporte le « All Style intercontinental Hip-hop dance 2012 », face à J-Boogie le vainqueur de l'édition 2011, l'adversaire de Laurent en demi finale[réf. souhaitée]. Le 6 mars 2012, ils rejoignent le rappeur Big Sean sur scène au défilé de Kanye West à La Halle Freyssinet. Avec Missy Elliott et Timbaland ils participent au lancement de la campagne à New York du « Wild Hennessy rabbit »[source secondaire souhaitée]. Ils dansent sur Nippon TV au Japon, le 24 juillet 2012 puis en décembre 2012, collaborent avec Sony Japon[source secondaire souhaitée].
En 2013, ils apparaissent dans le clip de David Guetta intitulé Play Hard avec Ne-Yo et Akon, puis dans une publicité de Beats, aux côtés de David Guetta et en 2015, dans le film indien de danse ABCD 2 de Remo D'Souza[réf. souhaitée].
En 2017, ils remportent l'émission américaine World of Dance qui pour la première fois regroupe les meilleurs danseurs (solo et groupe) de la planète. À la suite de cette victoire, ils sont sponsorisés par la marque Jordan, filiale de Nike.
Le 10 mai 2018, le groupe TVA et le groupe Fair-Play annonce l’arrivée du duo de danseurs français à l'émission Révolution, une compétition de danse télévisée au Québec. Les Twins deviennent maîtres (juges) de Révolution, aux côtés de Lydia Bouchard et Jean-Marc Généreux. Ils ont toutefois laissé leur place à Mel Charlot. Nommés au Dance Choice Awards 2018 de Los Angeles, ils gagnent la Catégorie Favorite Dance Industry Powerhouse en août.
En mai 2018, ils participent à la campagne publicitaire du nouveau parfum de Paco Rabanne One Million Lucky[source secondaire souhaitée]. 
Le 29 juin 2018, sur Instagram, ils collaborent à la campagne Do What Moves You de la marque Bacardi, et ont incité leur communauté à aller voter pour que la cocréation puisse se mettre en place.
Depuis juillet 2018, ils sont les égéries du nouveau parfum Only the Brave Street de la marque Diesel. En septembre 2018, ils participent au lancement du partenariat Jordan et PSG à Paris.
Été 2020, ils enregistrent des musiques dans la ville Les Pennes-Mirabeau à proximité de Marseille et Plan de Campagne en collaboration avec le producteur Mounir Belkhir et l'artiste Oryane. 
Le single et clip Stranger sort le 21 juin 2021. Le titre sort chez les labels Scorpio Music & El Cartel Music. Le 3 septembre 2021, sort le titre et clip Mirror en partenariat avec Hennessy. Le titre est composé par Mounir Belkhir, écrit par Farouk Belkhir et produit par Mounir Belkhir & Oryane[source secondaire souhaitée].

## Mannequinat
Les Twins ont signé avec l'agence NEXT Model Management à Paris. En 2010, ils défilent sur la piste de la Fashion Week de Paris pour la collection homme dessinée par le célèbre couturier français Jean-Paul Gaultier. Ils ont également posé pour les Galeries Lafayette à l'occasion de la campagne Le Nouveau Chic lancée en 2015.

## Collaboration avec Beyoncé

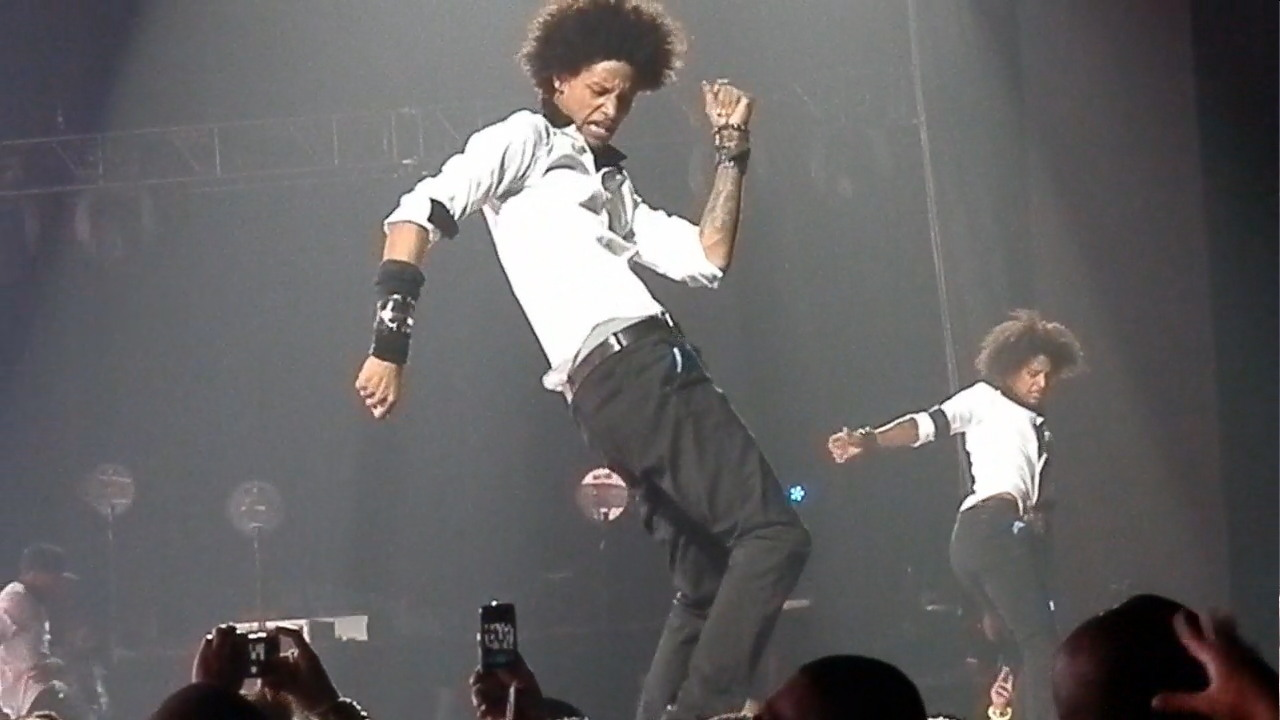
The Twins lors du concert Revel Presents: Beyoncé Live de Beyoncé à Atlantic City le 28 mai 2012

The Twins apparaissent aux côtés de Beyoncé dans pratiquement tous ses concerts, notamment en 2011 aux Billboard Music Awards, au Festival de Glastonbury au Royaume-Uni, au BET Awards et aux séries de concerts de l'été du Good Morning America. En mai 2012, ils dansent aux concerts d'Atlantic City lors du Revel Presents: Beyoncé Live. Ils apparaissent dans le clip de la version alternative de Run the World (Girls) utilisé lors de sa tournée, Mrs. Carter Show, en tant que soldats royaux de Beyoncé. Lors de cette même tournée, ils dansent sur les titres Run the World (Girls) et Grown Woman (titre qui fut présenté pour la première fois lors du passage de la chanteuse en France au Palais omnisports de Paris Bercy),. En 2023, ils ont participé à la tournée mondiale du Renaissance World Tour de Beyoncé.
En avril 2018, ils collaborent à nouveau lors de la Coachella Festival en Californie.

## Style
Le style de danse des Twins est souvent classé dans New Style hip-hop, une forme "commerciale" de hip-hop qui met l'accent sur les isolations (le beat...) et la musicalité. Cependant, les jumeaux sont connus pour avoir créé un style unique de cette danse qu'ils désignent comme "Twins-Style". Ils l'ont défini comme tel car ils ont une capacité à anticiper, à compléter et à finir les mouvements de l'autre, les frères ont rapidement gagné leur réputation pour leur timing et leurs compétences pour faire de la danse libre comme une chorégraphie[source secondaire nécessaire].

## Image publique
Les Twins sont immédiatement reconnaissables par leur coupe afro et leur style original (pantalon à l'envers, gros bracelets, collier en boules...).

## Clips
- 2007 : Danse avec Moi - Les Déesses
- 2008 : Zouglou Dance - Magic System
- 2008 : Dilly dally - Hakimakli (en)
- 2008 : Cherche la monnaie - La Fouine
- 2009 : Ça fait mal - La Fouine
- 2010 : Gloria - Gotan Project
- 2013 : Play Hard - David Guetta
- 2014 : Blow - Beyonce
- 2014 : Lips are movin - Meghan Trainor
- 2014 : Bang It To The Curb" - Far East Movement ft. Sidney Samson
- 2015 : Angelina - Maître Gims ft. Laurent Bourgeois (Les Twins)
- 2015 : Ayo - Chris Brown ft. Tyga
- 2015 : Sapés comme jamais - Maître Gims ft. Niska
- 2015 : Where They From - Missy Elliott ft. Pharrell Williams
- 2016 : No Fakes - Red Café ft. Larry Bourgeois (Les Twins)
- 2016 : Bow Down - Beyonce
- 2016 : You don't know me - Les Twins
- 2016 : Je suis Chez Moi - Black M (Laurent seulement)
- 2017 : What happened - Les Twins
- 2019 : Dans Mon Délire (Official Live Performance | Vevo) ft. Les Twins - Black M
- 2020 : OOP / Collaboration Les Twins -Alonzo
- 2021 : N.S.E.G. - Black M
- 2021 : Ándale - Oryane & Jillionaire (Major Lazer) ft. Mical Teja
- 2021 : Stranger - Les Twins
- 2021 : Mirror - Les Twins

## Filmographie
- 2015 : Breaking Through de John Swetnam[16](non crédités)
- 2015 : Any Body Can Dance 2 de Remo
- 2018 : Homecoming by Beyoncé (performance à Coachella)
- 2019 : Men in Black: International de F. Gary Gray : les jumeaux extraterrestres[17],[18]
- 2019 : Cats de Tom Hooper : Plato et Socrates[19]
- 2023 : Renaissance, a film by Beyoncé (film sur le Renaissance World Tour)